# Єлчанінов Георгій Іванович
Єлчанінов Георгій (Юрій) Іванович (16 серпня 1871 — 1924, м. Вадовиці, Польща) — український військовик, генерал-хорунжий Армії УНР.

## Життєпис
Закінчив кадетський корпус (1891), Миколаївське кавалерійське училище (1893), служив у 12-му гусарському Охтирському полку (Меджибіж). У 1916–1917 рр. — командир 12-го гусарського Охтирського полку. З 1917 р. генерал-майор.  Восени 1917 р. — начальник 12-ї кавалерійської дивізії. Під час Першої світової війни воював на Тернопільщині, комісар дивізіону артилерійської бригади 11-ї російської армії Південно-Західного фронту.
З 08.11.1917 р. — український командувач Одеської військової округи.
З 15.07.1918 р. — командир 2-ї бригади 4-ї кінної дивізії. Від листопада 1917 — в українській армії, згодом — інспектор кінноти Генерального штабу Армії УНР.
З 25.01.1919 р. — у складі Збройних Сил Півдня Росії, комендант Маріуполя. Навесні 1920 р. — начальник залоги Севастополя. У листопаді 1920 р. у складі Російської армії П. Врангеля виїхав з Криму. 
Викладав у військовій школі армії УНР у Вадовицях. 